# U-Bahnhof Eschenheimer Tor
Eschenheimer Tor ist ein U-Bahnhof in Frankfurt am Main, unter dem Innenstadtplatz Eschenheimer Tor. Die Station liegt im Stadtteil Innenstadt auf der A-Strecke der Frankfurter U-Bahn, sie wird von den Linien U1 bis U3 und U8 bedient. Der Bahnhof wurde am 4. Oktober 1968 eröffnet, als der erste Teilabschnitt der A-Strecke von der Hauptwache zur Nordweststadt gebaut wurde.

## Lage und Architektur

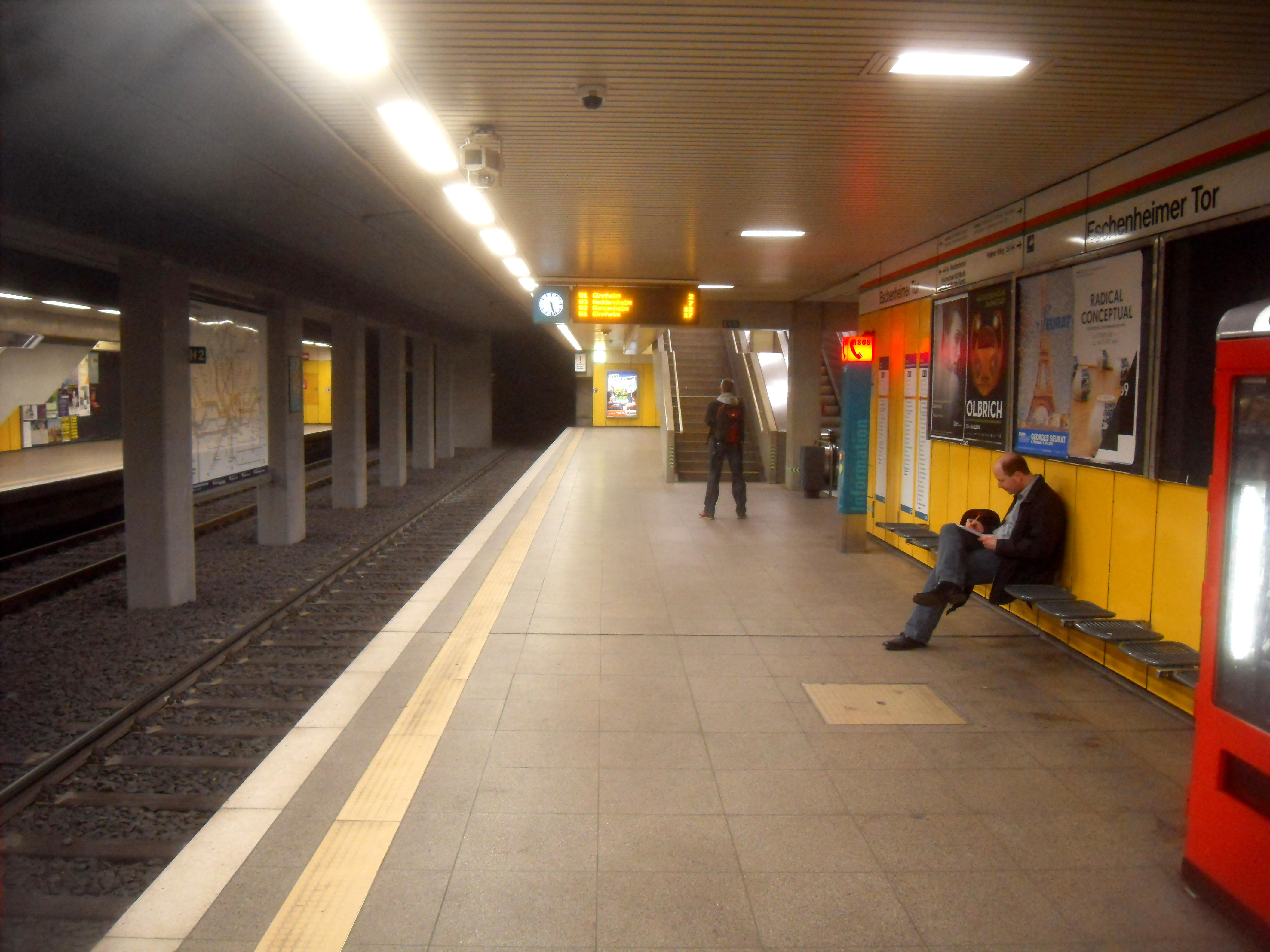
Bahnsteig des U-Bahnhofs Eschenheimer Tor in Richtung Norden

Der U-Bahnhof Eschenheimer Tor liegt direkt unter dem Platz, im Bereich der Wallanlagen. Er entstand ab 1963 und wurde 1968 eröffnet. Die damalige Verkehrsplanung sah eine weitgehende Entflechtung des Fußgängerverkehrs vom Autoverkehr vor. Dementsprechend wurde eine große unterirdische Verteilerebene (B-Ebene) unter dem gesamten Platz angelegt, die nicht nur als Zugang zur U-Bahn dient. Auch die Fußgänger sollten, um den Platz zu überqueren, in die Tiefebene hinabsteigen. Inzwischen bestehen jedoch auch wieder oberirdische Fußgängerüberwege.
Mit ihrem Modell zum U-Bahnhof Eschenheimer Tor überzeugten die Architekten Wolfgang Bader und Artur Walter bei einem eingeladenen Wettbewerb. Der Gutachterentwurf empfahl den Entwurf zur Ausführung. Das Büro Bader/Walter erhielt den Zuschlag für die Gestaltung sämtlicher Stationen der A-Linie der U-Bahn, von der Hauptwache bis zu den oberirdischen Haltestellen der Eschersheimer Landstraße. Die Ausführung dieser oberirdischen Stationen wurde gegenüber ihrem Konzept nochmals vereinfacht. Gerade Linien und rechte Winkel bestimmen die Gestaltung der Station Eschenheimer Tor.
Die Bahnsteige sind über feste und Fahrtreppen an die Verteilerebene angeschlossen sind. Die Station zeigt prototypisch, unter welchem Kosten- und Zeitdruck der Bau der ersten Frankfurter Stadtbahnlinie erfolgte. Die ursprüngliche Planung der Architekten sah eine offene Halle mit Zugängen an den Enden vor.

## Gleisanlage
Der Bahnhof besitzt zwei Seitenbahnsteige mittlerer Breite, die Bahnsteige sind nicht perfekt parallel, sondern trennen sich in Richtung Norden. Grund dafür ist, dass zwischen den beiden Fahrgleisen ein Abstellgleis liegt. Hier werden gelegentlich Züge über die Nacht abgestellt. Bei Betriebsstörungen wird es zum Wenden verwendet.

## Betrieb

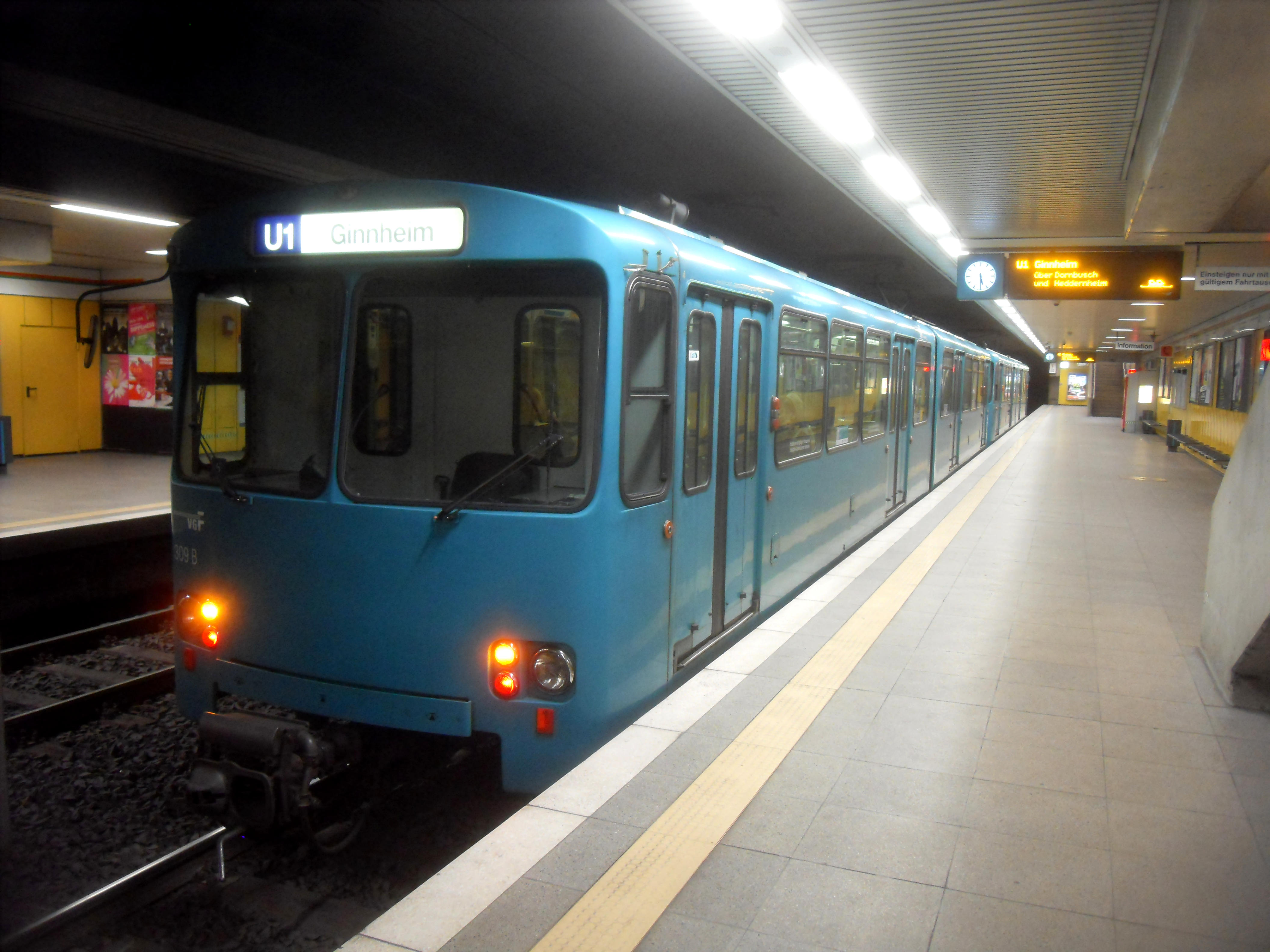
U2-Triebwagen im U-Bahnhof Eschenheimer Tor auf der Linie U 1 auf dem Weg nach Frankfurt-Ginnheim

| Linie | Verlauf | Takt |
| ----- | --- | --- |
| S1    | Südbahnhof – Schweizer Platz – Willy-Brandt-Platz – Hauptwache – Eschenheimer Tor – Grüneburgweg – Holzhausenstraße – Miquel-/Adickesallee – Dornbusch – Fritz-Tarnow-Straße – Hügelstraße – Lindenbaum – Weißer Stein – Heddernheim – Zeilweg – Heddernheimer Landstraße – Nordwestzentrum – Römerstadt – Ginnheim/Niddapark – Ginnheim Mitte | 10 min (werktags) 15 min (sonn-/feiertags)                                                                                |
| S2    | Südbahnhof – Schweizer Platz – Willy-Brandt-Platz – Hauptwache – Eschenheimer Tor – Grüneburgweg – Holzhausenstraße – Miquel-/Adickesallee – Dornbusch – Fritz-Tarnow-Straße – Hügelstraße – Lindenbaum – Weißer Stein – Heddernheim – Sandelmühle – Riedwiese/Mertonviertel – Kalbach – Bonames Mitte – Nieder-Eschbach – Ober-Eschbach – Bad Homburg-Gonzenheim | 10 min (Südbf–Nieder-Eschb. werktags) 10/20 min (Nieder-Eschb.–Gonzenh. werktags) 5/10 min (HVZ) 15 min (sonn-/feiertags) |
| S3    | Südbahnhof – Schweizer Platz – Willy-Brandt-Platz – Hauptwache – Eschenheimer Tor – Grüneburgweg – Holzhausenstraße – Miquel-/Adickesallee – Dornbusch – Fritz-Tarnow-Straße – Hügelstraße – Lindenbaum – Weißer Stein – Heddernheim – Zeilweg – Wiesenau – Niederursel – Weißkirchen Ost – Bommersheim – Oberursel Bahnhof – Oberursel Stadtmitte – Oberursel Altstadt – Oberstedter Straße – Glöcknerwiese – Kupferhammer – Rosengärtchen – Waldlust – Oberursel-Hohemark | 15 min (werktags) 30 min (sonn-/feiertags)                                                                                |
| S8    | Südbahnhof – Schweizer Platz – Willy-Brandt-Platz – Hauptwache – Eschenheimer Tor – Grüneburgweg – Holzhausenstraße – Miquel-/Adickesallee – Dornbusch – Fritz-Tarnow-Straße – Hügelstraße – Lindenbaum – Weißer Stein – Heddernheim – Zeilweg – Wiesenau – Niederursel – Uni-Campus Riedberg – Riedberg | 15 min 10 min (HVZ) |